# Paddy Donegan
Patrick Sarsfield Donegan (29 octobre 1923-26 novembre 2000) est un homme politique irlandais du Fine Gael qui est ministre de la Pêche de février 1977 à juillet 1977, ministre des Terres de 1976 à 1977 et ministre de la Défense de 1973 à 1976. Il est Teachta Dála (TD) de 1954 à 1957 et de 1961 à 1981. Il est également sénateur du Panel agricole de 1957 à 1961.

## Biographie
Il est né le 29 octobre 1923 à Monasterboice, comté de Louth, fils de Thomas Francis Donegan, gérant de pub et agriculteur, et de Rose Ann Donegan (née Butterly). Il fait ses études à la Christian Brothers School de Drogheda, dans le comté de Louth, et au Vincentian Castleknock College de Dublin.
Donegan est élu député du Fine Gael pour la circonscription de Louth aux élections générales de 1954. Il perd son siège aux élections générales de 1957, mais est élu sénateur du Panel agricole par Seanad Éireann. Il retrouve son siège au Dáil aux élections générales de 1961. Dans le gouvernement de coalition Fine Gael – Parti travailliste qui prend le pouvoir après les élections générales de 1973, Donegan est nommé ministre de la Défense.
En octobre 1976, Donegan prononce un discours lors d'une visite officielle lors de l'ouverture de nouvelles cuisines dans une caserne militaire à Mullingar, dans le Comté de Westmeath, dans lequel il qualifie de « honte totale » le refus du président Cearbhall Ó Dálaigh de signer le projet de loi sur les pouvoirs d'urgence. Ó Dálaigh, qui a exercé ses pouvoirs en vertu de l'article 26 de la Constitution pour renvoyer l'affaire devant la Cour suprême, le prend très mal. Le Taoiseach, Liam Cosgrave, refuse la démission de Donegan et, à la place, Ó Dálaigh démissionne de son poste de président de l'Irlande. L'ensemble de cet épisode porte gravement atteinte à la réputation du gouvernement.
En décembre 1976, Donegan est nommé ministre des Terres. En février 1977, ce ministère se voit ajouter la Pêche. Il reste au Cabinet jusqu'à ce que le gouvernement quitte ses fonctions après les élections générales de 1977. Donegan prend sa retraite de la politique lors des élections générales de 1981 et est décédé en 2000. Il est enterré dans sa ville natale de Monasterboice, dans le comté de Louth.